# Edward Mills Purcell

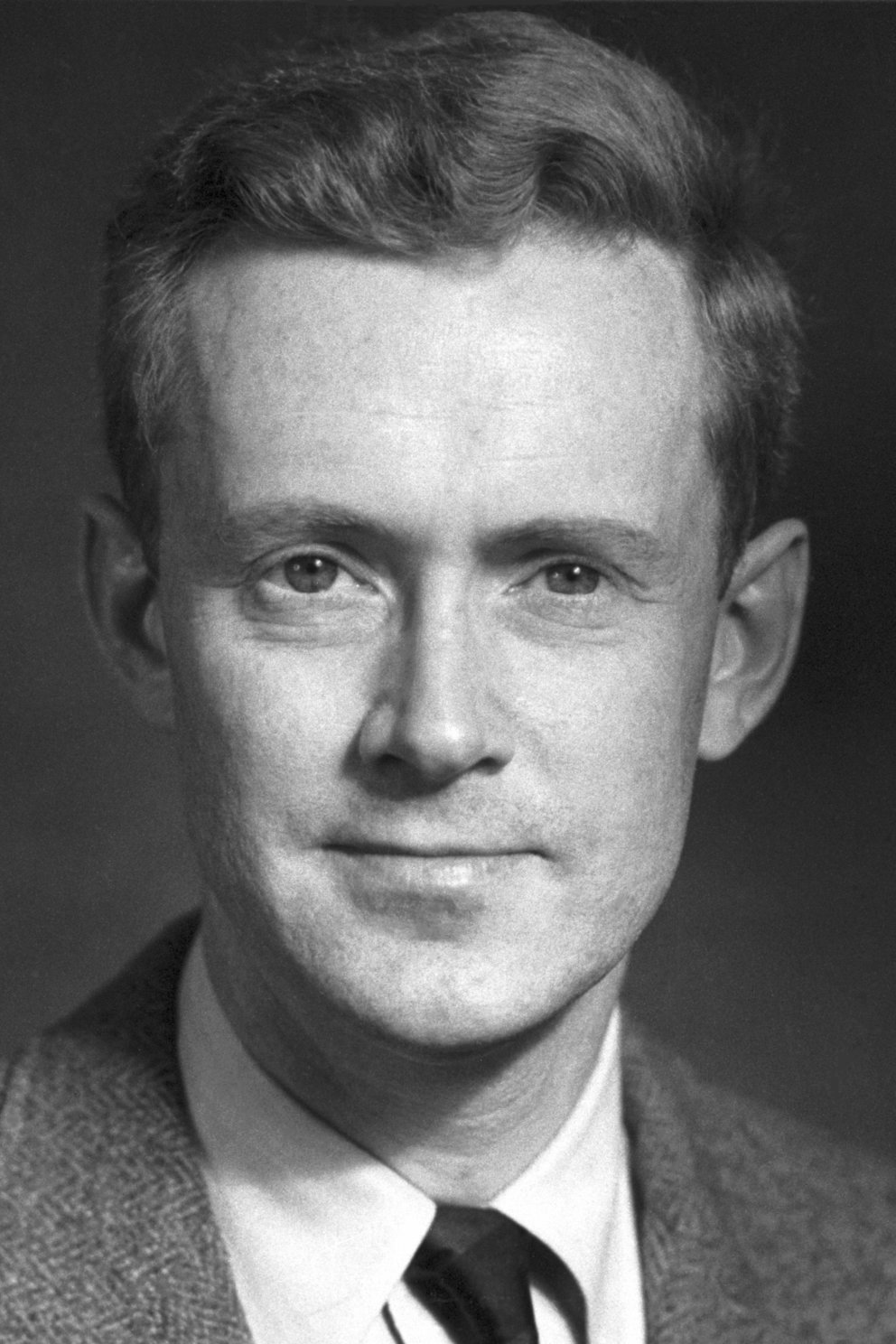
Edward Mills Purcell

Edward Mills Purcell (* 30. August 1912 in Taylorville, Illinois; † 7. März 1997 in Cambridge, Massachusetts) war ein amerikanischer Physiker und Nobelpreisträger.

## Leben
Purcell studierte an der Purdue University (Bachelor-Abschluss in Elektrotechnik 1933) und der Harvard University, wo er 1935 seinen Master-Abschluss machte und 1938 promovierte. Danach war er von 1941 bis 1946 am Radiation Laboratory des Massachusetts Institute of Technology und ab 1938 zunächst Instructor in Harvard und von 1949 ab Professor für Physik (und 1950 bis 1971 Senior Fellow der Universität). Ab 1980 war er dort Professor Emeritus.
Purcell entdeckte 1945 die Kernspinresonanz (NMR), und unabhängig von ihm etwa gleichzeitig Felix Bloch. Diese Entdeckung bildete die Grundlage für die Entwicklung der Kernspinresonanzspektroskopie (NMR-Spektroskopie), mit deren Hilfe z. B. die Struktur von Molekülen untersucht werden kann und die weit reichende Anwendung in den Naturwissenschaften und der Medizin (z. B. Kernspintomographie) findet. Bekannt ist Purcell in diesem Zusammenhang für die von ihm zusammen mit Herman Y. Carr (1924–2008) entwickelte sogenannte Carr-Purcell-Pulssequenz. 1950 wurde Purcell in die American Academy of Arts and Sciences gewählt, 1951 in die National Academy of Sciences und 1954 in die American Philosophical Society.
1951 entdeckte er zusammen mit Harold Irving Ewen und Gart Westerhout die Emission der Frequenz von 1,42 Gigahertz (der 21-Zentimeter-Linie) des atomaren Wasserstoffs der Milchstraße, die durch die Änderung der Orientierung des Elektronenspins relativ zum Kernspin hervorgerufen wird. Sie war 1944 von Hendrik Christoffel van de Hulst theoretisch vorhergesagt worden.
Die 21-Zentimeter-Linie ist im Labor praktisch nicht nachzuweisen, wird aber im Weltraum durch hoch verdünntes interstellares Gas in genügender Stärke ausgesendet und ist mit empfindlichen Antennen auf der Erde nachweisbar (→Radioastronomie). Purcell und Norman Ramsey waren die ersten, die die (mittlerweile widerlegte) CP-Symmetrie in Frage stellten.
1951 schlug er mit Robert Pound ein Experiment zur Erzeugung negativer Temperaturen (über eine Besetzungsinversion) vor. Dieser Vorschlag beeinflusste die Ideen von Charles Townes zur Entwicklung des Masers.
Er erhielt 1952 zusammen mit Felix Bloch für seine Arbeiten zur NMR den Nobelpreis für Physik. 1967 erhielt er die Oersted Medal. 1984 erhielt er den Max Delbruck Prize in Biophysik.

## Werke
- E. M. Purcell, H. C. Torrey und R. V. Pound: Resonance absorption by nuclear magnetic moments in a solid. In: Physical Review. Band 69, 1946, S. 37
- Elektrizität und Magnetismus. 4. Auflage, Springer Verlag, 1989, Berkeley Physik Kurs Band 2, ISBN 3-540-41571-8
- Life at low Reynolds number. In: American Journal of physics. 1977 (wie sich die Hydrodynamik auf das Leben von Bakterien u. a. auswirkt)